# Фараулеп
Атол Фараулеп - кораловий атол із трьох островів у центральній частині Каролінських островів у Тихому океані, який утворює законодавчий округ у штаті Яп у Федеративних Штатах Мікронезії. Його загальна суходолу площа становить 0,422 км2 лише, але він оточує глибоку центральну лагуну площею 7 км2 з єдиним протокою на південно-західній стороні. Фараулеп знаходиться приблизно в 100 км  на південний захід від Гаферута,  150 км на північний схід від Волеая і 700 км на схід від Яп.
У 2000 році населення Фараулепа становило 221 житель.
Перше зареєстроване спостереження атолу Фараулеп європейцями відбулося в 1696 році  на іспанському кораблі, який плив з Маніли під керуванням Хуана Родрігеса.
Як і всі Каролінські острови, вони були продані Іспанією Німецькій імперії в 1899 році. Острів потрапив під контроль Японської імперії після Першої світової війни, а згодом перебував під управлінням під мандатом Південних морів. Після Другої світової війни острів опинився під контролем Сполучених Штатів Америки та керувався як частина підопічної території Тихоокеанських островів з 1947 року, а з 1979 року став частиною Федеративних Штатів Мікронезії.

## зовнішні посилання
- [Архівовано 23 грудня 2010 у Wayback Machine.]